# 壊したんだ
「壊したんだ」（こわしたんだ）は、SHISHAMOの6作目の配信限定シングルで通算16作目のシングル。2021年3月10日にGOOD CREATORS RECORDS / UNIVERSAL SIGMAからリリースされた。

## 楽曲解説
- 前作「君の目も鼻も口も顎も眉も寝ても覚めても超素敵!!!」から約2週間後にリリースされたシングル。
- 「人間関係が壊れていく痛みを表現した曲」だと宮崎が説明しており、「そういう状況に直面した時の“拠りどころ”になれたらうれしい」と話している[1]。
- 温かみのあるバンドサウンドではなく、ピアノとストリングスと打ち込みのみで構成することで冷え冷えとした歌詞の世界を表現している。打ち込みはSHISHAMOにとって新たな試みだった。音を探すところから始まり、作りながら録っていき、少しずつ形になっていく過程を楽しんで制作したという[1][2]。編曲を担当したのは宮崎と高野勲。美央カルテットがストリングスの演奏で参加している[3]。
- 2021年3月3日、ティザー映像が公開された[4]。リリース日の3月10日、北海道の野付半島で撮影したミュージック・ビデオが公開された。広大な氷平線の真ん中で、宮崎がアップライトピアノを演奏する姿が印象的な映像となっている[5][6]。-15℃の極寒の中、宮崎は手をお湯に浸けて温めながらピアノを弾いた[7]。曲のイメージと密接につながったミュージック・ビデオとなったため、出来映えに満足しているとメンバーが話している[8]。監督を務めたのは大澤健太郎[9]。

## 収録アルバム
- 『SHISHAMO 7』